# ینوک قازاریان
ینوک سیمونی قازاریان (ارمنی: Ենոք Սիմոնի Ղազարյան؛ زادهٔ ۱۹۰۷ - درگذشته ۱۹۸۱) سیاستمدار اهل ارمنستان بود که از تاریخ تا ۱۹۴۷ تاریخ ۱۹۵۲ و از تاریخ ۱۹۶۱ تا تاریخ ۱۹۶۲ سمت وزارت کشاورزی ارمنستان را برعهده داشت.

## زندگی‌نامه
در ۱۹۰۷ در روستای ولیستسیخه به دنیا آمد وی در ۱۹۸۱ در سن ۷۴ سالگی درگذشت